# Козий Лоб
 Козий Лоб —хутор в Татищевском районе Саратовской области в составе сельского поселения Вязовское муниципальное образование.

## География
Находится на расстоянии примерно 38 километров по прямой на север-северо-восток от районного центра поселка Татищево.

## История
Мордовский посёлок Козий Лоб был основан в первом-втором десятилетии XX века. На 1989 год здесь насчитывалось 27 дворов.

## Население
Постоянное население составляло 1 человек в 2002 году (мордва 100 %), 1 в 2010.